# VxLAN
Virtual Extensible LAN (skraćeno: VxLAN) tehnologija je za virtualizaciju mreže koja pokušava riješiti probleme skalabilnosti povezane s velikim implementacijama računalstva u oblaku.  
Naime upotrebom mreža VLAN (802.1Q), moguće je napraviti do 4096 izoliranih mreža, s time da su mrežni uređaji i oprema morali biti svjesni protokola 802.1Q. VLAN koristi tehniku enkapsulacije okvira Ethernet na OSI sloju dva. Dok VxLAN koristi enkapsulaciju unutar datagrama UDP na OSi sloju četiri, koristeći port 4789 kao zadani IANA-in broj odredišnog UDP porta.  
Dakle sva VxLAN komunikacija se ugniježđuje (enkapsuliraju) unutar UDP mrežnih paketa, koji se potom kao takvi šalju na mrežu (TCP/IP), kroz VxLAN komunikacijski kanal (tunel), između dvaju točaka u komunikaciji. S obzirom da se u VxLAN komunikaciji radi o mrežnim paketima UDP, ovakav način rada ne zahtjeva mrežne elemente koji trebaju biti svjesni mreža VxLAN, pa ovakva komunikacija transparentno prolazi kroz mrežne uređaje: preklopnike, usmjerivače i drugu mrežnu opremu. 
VxLAN je definiran u RFC 7348. 
VxLAN dio zaglavlja za izolirane mreže veličine je 24 bita, pa je stoga moguće imati do 16.777.216 VxLAN mreža.
Krajnje točke VxLAN-a, koje završavaju VXLAN tunele, a mogu biti virtualni ili fizički portovi, poznati su kao krajnje točke VXLAN tunela koji se nazivaju VTEP (VXLAN tunnel endpoints).